# Eugenia Mellano
Eugenia Mellano, née le 20 mai 1998 à Córdoba, est une handballeuse internationale argentine évoluant au poste d'arrière gauche au St-Grégoire Rennes MHB.

## Biographie

### En club
Eugenia Mellano évolue d'abord dans des clubs de son pays natal, en Argentine. Elle joue au Jockey Club Córdoba jusqu'à son départ en France à l'été 2018.
Eugenia Mellano rejoint à l'été 2018 la France et la Stella Sports Saint-Maur, club francilien de Division 2. Après trois saisons à Saint-Maur, elle s'engage en mai 2021 au Handball Octeville-sur-Mer.

### En sélection
Eugenia Mellano est sélectionnée en équipe d'Argentine junior puis en équipe A.